# Callantsoog
Callantsoog, parfois Kalangsoog, est un village situé dans la commune néerlandaise de Schagen, dans la province de la Hollande-Septentrionale. En 2009, le village comptait 1 956 habitants.

## Histoire
Callantsoog a été une commune indépendante jusqu'au 1er janvier 1990. À cette date, la commune est supprimée et rattachée à Zijpe. Auparavant, Callantsoog avait déjà fait partie de Zijpe de 1812 à 1817.